# 張虎 (曹魏)
張 虎（ちょうこ、生没年不明）は、中国三国時代の魏の武将。父は張遼。子は張統。
父の後を次いで晋陽侯に封ぜられた。後に偏将軍にまで昇進。没後は子の張統が爵位を継いだ。
小説『三国志演義』では、楽進の子楽綝とペアで描かれ、蜀漢の北伐で常に蜀軍に敗れている。更に、蜀軍に捕らえられた時には戴陵、楽綝と裸にされて陣に戻されるなど、諸葛亮に翻弄される凡将の一人として描かれている。また、司馬懿指揮下の将軍として公孫淵討伐でも活躍する。

## 参考資料
- 三国志
- 三国志演義